# Rudnia (Smolensk)
Rudnia (ruso: Ру́дня) es una ciudad rusa, capital del raión homónimo en la óblast de Smolensk.
En 2021, la ciudad tenía una población de 9413 habitantes.
Se conoce la existencia de la localidad desde 1363, cuando se menciona en un documento de Andréi de Pólotsk como un pueblo del principado de Smolensk. En la República de las Dos Naciones perteneció al voivodato de Vítebsk. Tras la partición de 1772 pasó a formar parte del Imperio ruso, que lo integró en la gobernación de Maguilov. Fue una localidad rural hasta la segunda mitad del siglo XIX, cuando en 1856 se hizo pasar por aquí una carretera de Smolensk a Vítebsk y en 1868 se abrió una estación del ferrocarril de Riga a Oriol. En 1926, la Unión Soviética le dio el estatus de ciudad. Es capital distrital desde 1929.
Se ubica cerca de la frontera con Bielorrusia, a medio camino entre Smolensk y Vítebsk sobre la carretera P120. Al noreste de Rudnia sale una carretera secundaria que lleva a Demídov.

## Clima
| Parámetros climáticos promedio de Rudnya | Parámetros climáticos promedio de Rudnya | Parámetros climáticos promedio de Rudnya | Parámetros climáticos promedio de Rudnya | Parámetros climáticos promedio de Rudnya | Parámetros climáticos promedio de Rudnya | Parámetros climáticos promedio de Rudnya | Parámetros climáticos promedio de Rudnya | Parámetros climáticos promedio de Rudnya | Parámetros climáticos promedio de Rudnya | Parámetros climáticos promedio de Rudnya | Parámetros climáticos promedio de Rudnya | Parámetros climáticos promedio de Rudnya | Parámetros climáticos promedio de Rudnya |
| Mes                                      | Ene.                                     | Feb.                                     | Mar.                                     | Abr.                                     | May.                                     | Jun.                                     | Jul.                                     | Ago.                                     | Sep.                                     | Oct.                                     | Nov.                                     | Dic.                                     | Anual                                    |
| ---------------------------------------- | ---------------------------------------- | ---------------------------------------- | ---------------------------------------- | ---------------------------------------- | ---------------------------------------- | ---------------------------------------- | ---------------------------------------- | ---------------------------------------- | ---------------------------------------- | ---------------------------------------- | ---------------------------------------- | ---------------------------------------- | ---------------------------------------- |
| Temp. máx. media (°C)                    | -4.1                                     | -3.2                                     | 2.4                                      | 11.2                                     | 17.2                                     | 20.5                                     | 22.9                                     | 21.6                                     | 16.0                                     | 8.7                                      | 2.7                                      | -1.3                                     | 9.6                                      |
| Temp. media (°C)                         | -6.1                                     | -5.8                                     | -1.1                                     | 6.6                                      | 13.0                                     | 16.6                                     | 19.0                                     | 17.7                                     | 12.4                                     | 6.1                                      | 1.0                                      | -3.0                                     | 6.4                                      |
| Temp. mín. media (°C)                    | -8.6                                     | -8.9                                     | -4.9                                     | 1.4                                      | 7.7                                      | 11.7                                     | 14.5                                     | 13.4                                     | 8.6                                      | 3.5                                      | -0.9                                     | -5.0                                     | 2.7                                      |
| Precipitación total (mm)                 | 54                                       | 49                                       | 47                                       | 47                                       | 73                                       | 83                                       | 98                                       | 83                                       | 69                                       | 69                                       | 59                                       | 53                                       | 784                                      |
| Fuente:                                  |                                          |                                          |                                          |                                          |                                          |                                          |                                          |                                          |                                          |                                          |                                          |                                          |                                          |